# Camille Beltrand
Pour les articles homonymes, voir Beltrand.
Camille Beltrand, né le 23 novembre 1877 à Paris (14e), où il est mort le 9 février 1951, est un graveur et illustrateur français.

## Biographie
Camille Beltrand appartient à une famille de graveurs : son père, Tony Beltrand, mais aussi ses frères Jacques, Georges (1881-1969) et Marcel (1886-1910) ont tous pratiqué la gravure. Parfois, les quatre frères Beltrand travaillent ensemble sur un même projet d'illustration.
Membre de la Société nationale des beaux-arts et de la Société de la gravure sur bois originale, il expose au salon à partir de 1907. La Gazette des beaux-arts publient ses gravures en hors-textes (1910).
Il est l'auteur d'illustrations pour des ouvrages de haute bibliophilie, et grave notamment les dessins et peintures de Paul Jouve.
Pratiquant la taille douce avec une grande maîtrise, la Banque de France fait appel à lui pour graver les matrices de nombreux billets de banque français dont la série des années 1940-1942 (le 10, 20, 50 et 1 000 francs), puis la série des années 1950 (le 100 et 10 000 francs).

## Estampes, livres illustrés
- [frontispice], Gérard de Nerval, Aurélia, coll. « Le rêve et la vie », Paris, Payot, 1913.
- La Vallée à Verdelot, [s.l.] : [s.n.] , 1924.
- Paul Valéry, Eupalinos, ou l'Architecte, Paris, Javal et Bourdeaux, 1926.
- Louis Barthou, Les Amours d'un poète, dessins de Victor Hugo gravés par Camille Beltrand, coll. Le Livre de demain, Paris, Fayard, 1928.
- Port du Vieux Château (Belle-Isle), [s.l.] : [s.n.] , 1929.
- Le Livre d'or de l'Exposition coloniale internationale de Paris, couverture de Paul Jouve gravée par C. Beltrand, Paris, Ancienne librairie Honoré Champion, 1931.
- [couverture], Charles Terrasse, Paul Jouve, Paris, Le Livre de Plantin, 1948.